# چیتای آمریکایی
چیتای آمریکایی (نام علمی: Miracinonyx) نام یک سرده منقرض شده از تیره گربه‌ایان کوچک و بومی آمریکا بوده‌است که به آن چیتای مکزیکی نیز می‌گویند. برخی از شواهد حاکیست این گونه نیای یوزپلنگان امروزی و پوما می‌باشد.